# Michael Preißer
Michael Preißer (* 1950) ist ein deutscher Jurist.

## Leben
Er studierte Rechtswissenschaften in München und Regensburg. Ab 1980 war er in der bayerischen Finanzverwaltung, insbesondere als Leiter einer Betriebsprüfungsstelle, tätig. 1987 wurde er Professor an der Hamburgischen Fachhochschule für öffentliche Verwaltung, Fachbereich Finanzen, sowie Gastdozent an diversen Einrichtungen (Bundesfinanzakademie, Universität Hamburg, DAI u. a.). 1995 wurde er Professor für Steuer- und Wirtschaftsprivatrecht, insbesondere Recht der Unternehmensbesteuerung, an der Leuphana Universität Lüneburg (vormals Fachhochschule Nordostniedersachsen). 1996 wurde er Of Counsel der Anwaltssozietät Graf von Westphalen. 2008 war er Mitbegründer des Europäischen Instituts für Steuerrecht „2isf“ in Paris. 2009 wurde ihm die Ehrendoktorwürde der Technischen Hochschule Orel verliehen. 2012 wurde er Partner der Sozietät Preißer von Rönn und Partner mbB.

## Schriften (Auswahl)
- mit Gül Acar: Die Unternehmergesellschaft. Recht, Besteuerung, Gestaltungspraxis. Stuttgart 2016, ISBN 3-7910-3445-6.
- mit Till Kristian Wind:  Modernisierung des Besteuerungsverfahrens. München 2017, ISBN 3-648-07310-9.
- mit Robert Bernhardt und Till Kristian Wind: Reform der Grundsteuer und des Bewertungsrechts 2019 kompakt. Weil im Schönbuch 2020, ISBN 3-95554-552-0.
- mit Stefan Erdmann, Eike Giersdorf und Timo Möllers: Umwandlungsrecht/Umwandlungssteuerrecht. Weil im Schönbuch 2021, ISBN 3-95554-671-3.